# Pierre Bourque
 (avril 2019).
Si vous disposez d'ouvrages ou d'articles de référence ou si vous connaissez des sites web de qualité traitant du thème abordé ici, merci de compléter l'article en donnant les références utiles à sa vérifiabilité et en les liant à la section « Notes et références ».
Pour les articles homonymes, voir Pierre Bourque (homonymie) et Bourque.
Pierre Bourque, né le 29 mai 1942 à Montréal, est un administrateur et homme politique québécois, maire de Montréal de 1994 à 2001.
Au cours de sa carrière d'administrateur public, il mène et participe à plusieurs projets dans la métropole québécoise, notamment l'aménagement de l'Expo 67, la réalisation de Terre des Hommes, des Floralies internationales de 1980, du Biodôme et de l'Insectarium. 
Instigateur du concept d'« Une île, une ville », soit la fusion de toutes les municipalités de la région administrative de Montréal, il est cependant battu aux élections municipales de 2001 lorsque le gouvernement du Québec consent à son projet de fusionner toutes ces municipalités.  

## Biographie

### Premières années
Pierre Bourque est le deuxième d'une famille de huit enfants. Marié, puis séparé, il est père de deux enfants d'origine équatorienne (Enrique et Ana-Lucia), qu'il a adoptés alors qu'ils étaient en bas âge. Il tient de sa mère, à laquelle il fut toujours très attaché, sa passion pour les fleurs. C'est toutefois de son père, Benoît, qu'il a hérité un vif intérêt pour la politique municipale[réf. nécessaire]. En effet, Benoît Bourque a été directeur du Service des incendies de Laval et conseiller municipal à Montréal, sous l'administration du maire Jean Drapeau. Au cours de sa jeunesse, Pierre Bourque pratiqua plusieurs sports et y excella généralement[réf. nécessaire]. À 14 ans, il entra en tant qu'étudiant chez les Jésuites. Il fut membre d'un Cercle de Jeunes Naturalistes.

### Figure de proue de l'histoire horticole du Québec
Après des études en Belgique, où il obtint un diplôme d'ingénieur en horticulture. À son retour en 1965, il intègre le service de la Ville de Montréal à titre de coordonnateur des travaux d'entretien et d'aménagement de l'Exposition universelle de 1967. Étant le seul ingénieur horticole québécois diplômé, il se retrouva, à l'âge de 23 ans, à la tête d'une équipe de 700 personnes qui avait pour mission de fleurir Terre des Hommes.
Sa carrière à la Ville de Montréal le mena à prendre la direction du Jardin botanique de Montréal en 1980, auquel il insuffla une nouvelle énergie. À l'époque le jardin était archaïque. C'est d'ailleurs dans le cadre de ces fonctions qu'il réalisa de grands projets, tels les Floralies internationales de Montréal (1980), le Biodôme et l'Insectarium.
En 1975, il a participé à la création des Amis du Jardin Botanique pour soutenir la mission culturelle, éducative et scientifique du Jardin botanique de Montréal. Durant son mandat au Jardin Botanique, Pierre Bourque a soutenu le développement du parc Marie-Victorin et la création du Jardin botanique du Nouveau-Brunswick.

### Vie politique
Dès les années 1970, Pierre Bourque flirta avec la politique alors qu'il s'impliqua au sein du Parti québécois. Il fut alors président de l'exécutif de la circonscription de L'Assomption.
En 1994, à la suite de sa carrière de haut fonctionnaire et en réaction à la stagnation qu'il imputait à l'administration de Jean Doré et du Rassemblement des citoyens de Montréal (RCM), il fonda le parti Vision Montréal. Pierre Bourque fut élu à titre de 40e maire de la Ville de Montréal le 6 novembre 1994. Il versa son salaire de maire à la Fondation du maire de Montréal pour la jeunesse, aujourd'hui nommé Montréal inc. Cet organisme permet à des jeunes de démarrer leur entreprise. Il fut réélu pour un deuxième mandat le 1er novembre 1998 et demeura en poste jusqu'au 31 décembre 2001.
Lors de ces deux mandats, il se fit surtout connaître pour ses réalisations environnementales telles que la relance du projet de réouverture du canal de Lachine, la mise en place des éco-centres (sites de récupération) et des éco-quartiers (collecte sélective) et la mise en chantier du programme Montréal bleu (voies navigables). Le développement économique, avec la revitalisation de la rue Sainte-Catherine et le démarrage de la Cité du Multimédia, sont aussi à mettre à son bilan.
Son constant désir de rappeler aux Montréalais comment la ville était fleurie et propre lors de son passage à la mairie en fait parfois l'objet de railleries[réf. nécessaire]. Il a été l'objet de nombreuses caricatures de Serge Chapleau, du journal La Presse, qui le surnommait Géranium Premier. On lui reproche son style de gestion, de tout vouloir contrôler et de manquer de transparence[réf. nécessaire].

#### Une île, une ville
Finalement, le grand projet de Pierre Bourque fut la mise en place d'« Une île, une ville », soit la fusion de toutes les municipalités de l'île de Montréal, projet imaginé et souhaité par plusieurs, mais jamais vraiment tenté. Par son acharnement auprès du gouvernement du Québec, il parvint à réaliser ce projet longtemps inaccessible. Cela lui coûta toutefois son poste de maire, défaite attribuable au vote de protestation des « nouveaux Montréalais », anciens citoyens des banlieues maintenant fusionnées à la ville de Montréal. Il devint alors chef de l'opposition officielle à l'Hôtel de ville de Montréal.

#### Tentative sur la scène provinciale
Son malaise vis-à-vis ses fonctions de chef de l'opposition et sa lecture de l'évolution politique québécoise l'amenèrent à se porter candidat aux élections provinciales de 2003 pour l'Action démocratique du Québec, dans la circonscription montréalaise de Bourget. Il perdit toutefois cette élection et décida de reprendre ses fonctions de chef de l'opposition à la mairie de Montréal.
Son aventure sur la scène provinciale entraîna toutefois un important ressac auprès de ses partisans et auprès des citoyens montréalais. Son retour ne donna ainsi aucun résultat[réf. nécessaire] et il subit une seconde défaite consécutive face à Gérald Tremblay.

### Après la politique
Le 4 mai 2006, il annonça qu'il quittait définitivement la politique. Grand voyageur depuis toujours, il a tissé des liens très nombreux avec l'étranger, notamment avec la Chine. Les observateurs s'entendent pour lui prévoir une nouvelle carrière, probablement à l'étranger. Il a cofondé la compagnie Constellation Monde avec un de ses anciens adjoints, Wen Qi, Québécois originaire de Chine. Ce n'est que quelques années après, envisageant sa retraite, qu'il lègue la compagnie à ce dernier. Pierre Bourque est maintenant à la retraite, et poursuit ses voyages à travers le monde[réf. nécessaire].

## Honneurs
- 1980 - Prix Carrière, Association des diplômés et des diplômées de l'École nationale d'administration publique (ENAP)
- 1992 - Prix Excellence d'Administration publique, Association des diplômés d'administration publique
- 1992 - Scientifique de l'année (Société Radio-Canada)
- 1993 -  Officier de l'Ordre du Canada[2]
- 1993 -  Chevalier de l'Ordre national du Québec[3]
- 1993 - Doctorat Honoris causa en sciences, Université de Moncton[4]
- 1993 - Personnalité Marketing de l'année, Association du marketing de Montréal
- 2001 - Doctorat honorifique ès sciences de l'université Lumière de Lyon, France
- 2001 - Docteur honoris causa de l'université Claude Bernard Lyon 1, France[5]
- 2007 - Ordre du Soleil levant, rayons d'or en Sautoir, Japon